# 기타가와 우타마로
기타가와 우타마로(일본어: 喜多川 歌麿)는 에도 시대에 활동한 우키요에 화가이다.

## 주요 작품

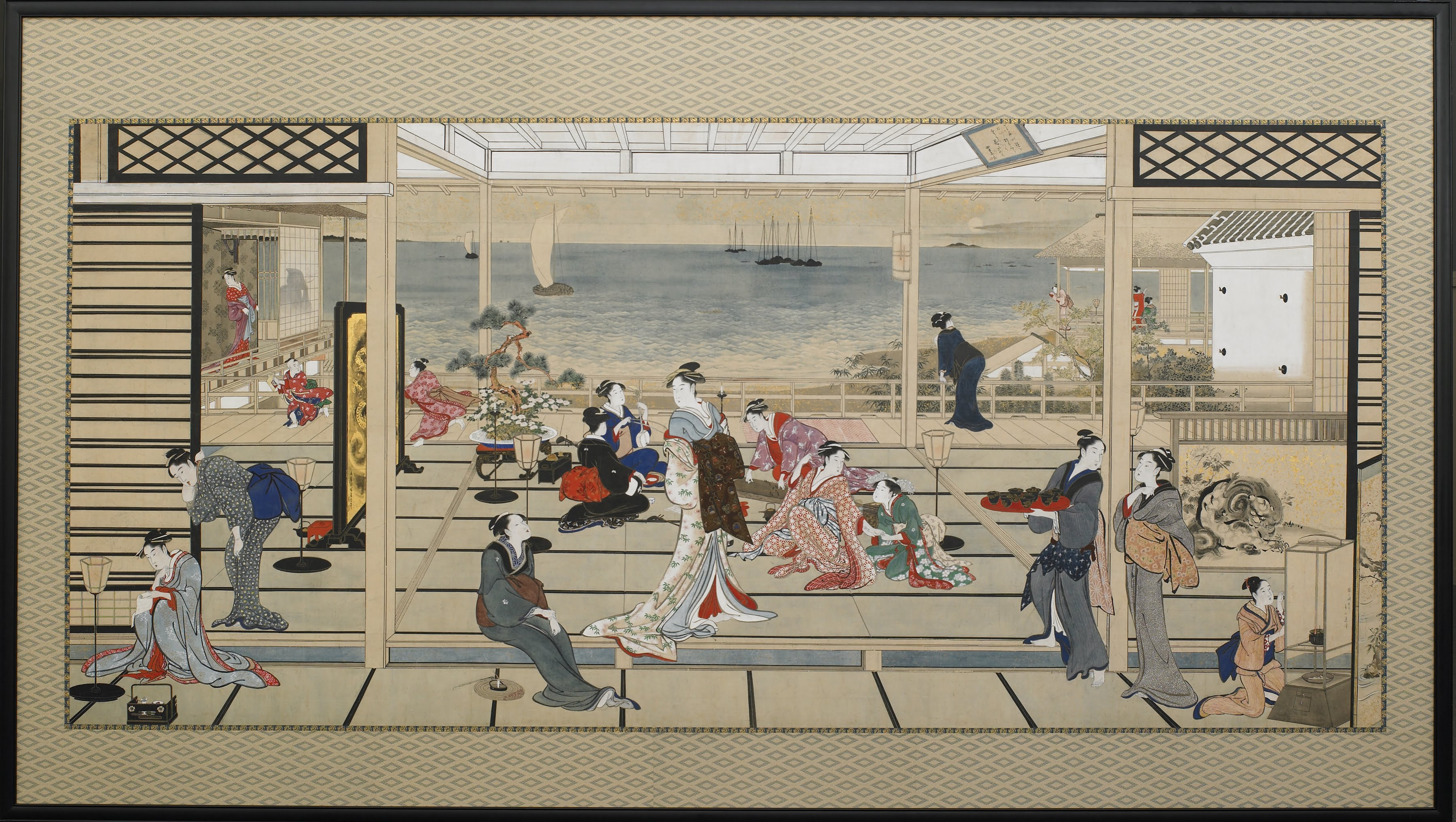
도조 사가미의 달빛 연회
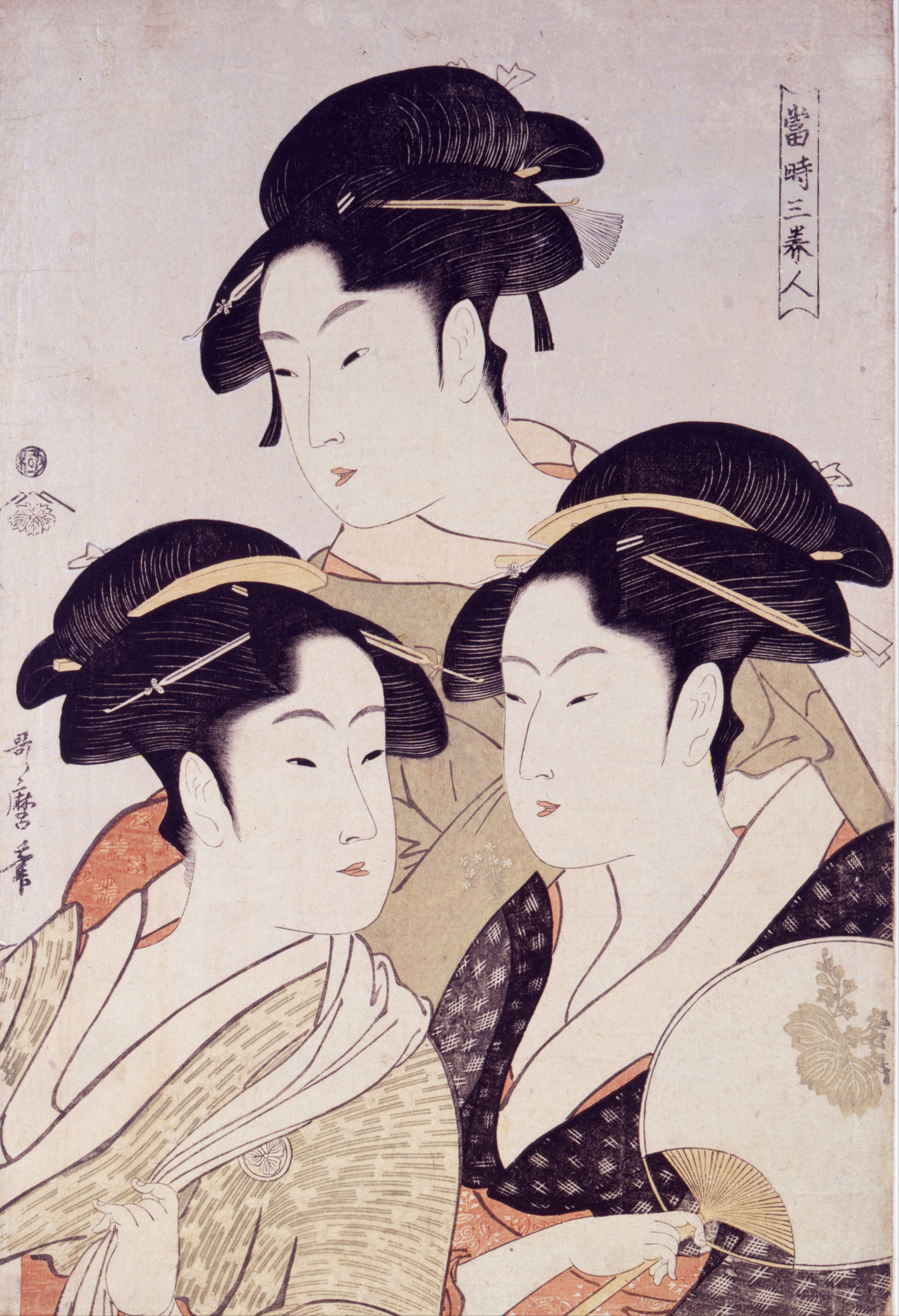
간세이의 세 미인